# Лукас Бельтран
Лукас Бельтран (ісп. Lucas Beltrán, нар. 29 березня 2001, Кордова, Аргентина) — аргентинський футболіст, нападник італійського клубу «Фіорентина».

## Ігрова кар'єра

### Клубна
Лукас Бельтран є вихованцем клубів «Інституто» та «Рівер Плейт». Саме у стані останнього футболіст дебютував на професійному рівні, коли вийшов на поле у грудні 2018 року у матчі чемпіонату Аргентини.
Влітку 2021 року для набору ігрової практики Бельтран був відправлений в оренду до клубу Суперліги «Колон». Через рік після завершення терміну оренди, нападник повернувся до «Рівер Плейт».
В липні 2023 року італійська «Фіорентина» за 20 млн євро викупила контракт аргентинського нападника. 19 серпня Бельтран дебютував в італійській Серії А.

### Збірна
Лукас Бельтран має італійське коріння. Та у 2023 році отримав виклик від тренера національної збірної Аргентини на матчі відбору до чемпіонату світу 2026 року.

## Титули
Індивідуальні
- Кращий гравець сезону Чемпіонату Аргентини: 2023